# Koszewnica (Siedlce)
Pour les articles homonymes, voir Koszewnica.
Koszewnica (prononciation : [kɔʂɛvˈnit͡sa]) est un village polonais de la gmina de Kotuń dans le powiat de Siedlce de la voïvodie de Mazovie dans le centre-est de la Pologne.
Il se situe à environ 7 kilomètres à l'ouest de Kotuń (siège de la gmina), 20 kilomètres à l'ouest de Siedlce (siège de le powiat) et à 68 kilomètres à l'est de Varsovie (capitale de la Pologne).
Le village comptait approximativement une population de 146 habitants en 2010.

## Histoire
De 1975 à 1998, le village appartenait administrativement à la voïvodie de Siedlce.

Depuis 1999, il appartient administrativement à la voïvodie de Mazovie